# Stanisław Łączkowski
Stanisław Łączkowski (ur. 2 stycznia 1897 w Żakowicach, pow. nieszawski, zm. 23–24 kwietnia 1940 w Katyniu) – kapitan piechoty rezerwy Wojska Polskiego, kawaler Orderu Virtuti Militari, ofiara zbrodni katyńskiej.

## Życiorys
Syn Ludwika i Wandy z domu Gieblitz. W 1909 wraz z rodzicami wyemigrowała do USA. Ukończył szkołę ogólną oraz średnią w Filadelfii (1915). W mieście tym został członkiem „Sokoła”, gdzie sprawował funkcję podnaczelnika gniazda nr 13. Z ramienia tej organizacji w 1917 został wysłany do polonijnej szkoły podchorążych w Cambridge Springs w Pensylwanii, a po jej ukończeniu uczęszczał do szkoły oficerskiej przy armii kanadyjskiej w Camp Border w Kanadzie. W październiku 1917 przydzielono go do 1 baonu ochotników z Ameryki do Armii Polskiej we Francji, gdzie służył latach 1918–1919, pod dowództwem gen. Józefa Hallera (7 kompania 2 baonu 1 pułku strzelców). 1 stycznia 1918 mianowany na stopień podporucznika z dniem 7 października 1917, a 11 stycznia 1919 awansowany na stopień porucznika. Walczył z Niemcami na terenie Szampanii, gdzie 15 lipca 1918 został ranny w nogi, a po wyzdrowieniu powrócił na front w Wogezach. Po powrocie do kraju z armią gen. Józefa Hallera walczył w wojnie z bolszewikami, jako dowódca 7 komp. 43 pp (b. 1 psp), a następnie dowódca komp. 44 pp. Wyróżnił się podczas walk w Szampanii, za co został odznaczony 27 września 1922 Krzyżem Srebrnym Orderu Wojskowego Virtuti Militari. We wniosku o nadanie tego odznaczenia ppłk. Wacław Piekarski napisał:

Oficer bardzo odważny. Został ranny dnia 15 lipca 1918 i w następstwie ewakuowany. Po wyzdrowieniu wrócił zaraz do pułku, chcąc jak najprędzej powrócić na front.
29 października 1918 r. zgłosił się sam na dowódcę oddziału wypadowego, który miał zadanie zaatakowania wysuniętego posterunku niemieckiego na górze La Mera Henry. Po krótkim przygotowaniu artylerii ppor. Łączkowski rzucił się ze swoimi ludźmi na blokhaus niemiecki i zarzucił go granatami, likwidując jego obsadę. Kontratakowany, pod silnym naporem ckm nieprzyjaciela musiał się wycofać, wyprowadzając prawie bez strat swój oddział ze strefy ognia.

Po wojnie – 16 lutego 1921 – został zdemobilizowany i pozostawał w rezerwie. Osiadł w Polsce, pomimo posiadania obywatelstwa USA. Odbył roczną praktykę rolną na Kujawach, po czym został współwłaścicielem firmy kolonialno-spożywczej, a następnie właścicielem sklepu w Korcu. Był wójtem gminy Korzec w powiecie rówieńskim. Z dniem 2 stycznia 1932 został awansowany na stopień kapitana rezerwy piechoty. Od 1933 należał do Bezpartyjnego Bloku Współpracy z Rządem, a ponadto był członkiem zarządu Koła Miejskiego i Gminnego w Korcu. 
W 1939 został zmobilizowany do Wojska Polskiego. W czasie kampanii wrześniowej, po agresji ZSRR na Polskę z 17 września 1939, w nieznanych okolicznościach dostał się do niewoli sowieckiej. Od kwietnia 1940 przebywał w obozie jenieckim w Kozielsku. 22 kwietnia 1940 został przekazany do dyspozycji naczelnika Zarządu NKWD Obwodu Smoleńskiego – lista wywózkowa 040/3 z 20 kwietnia 1940, pozycja 92. Między 23 a 24 kwietnia 1940 został zamordowany w Katyniu przez funkcjonariuszy Obwodowego Zarządu NKWD w Smoleńsku oraz pracowników NKWD przybyłych z Moskwy na mocy decyzji Biura Politycznego KC WKP(b) z 5 marca 1940. Ofiary tej zbrodni grzebano w bezimiennych mogiłach zbiorowych, gdzie od 28 lipca 2000 mieści się oficjalnie Polski Cmentarz Wojenny w Katyniu. W miejscu tym prowadzone były ekshumacje i prace archeologiczne. W 1943 jego ciało zostało zidentyfikowane w toku ekshumacji nadzorowanych przez Niemców pod numerem 920 – dosłownie określony jako Łączkowski Stanislaw (raport dzienny z 4 maja 1943). Przy jego szczątkach znaleziono legitymację nadania Krzyża Virtuti Militari, list, pocztówkę oraz fotografię. Figuruje na liście Komisji Technicznej PCK pod numerem 0920. 
4 czerwca 1927 zawarł związek małżeński z Janiną Malkiewicz-Chodakowską, a małżeństwo to było bezdzietne.

## Ordery i odznaczenia
- Krzyż Srebrny Orderu Wojskowego Virtuti Militari[18] nr 5656[19] – 27 września 1922[7]
- Krzyż Walecznych – trzykrotnie[20]
- Krzyż Niepodległości – 17 września 1932 „za pracę w dziele odzyskania niepodległości”[21]
- Krzyż Wojenny (Francja)[5]

## Upamiętnienie
5 października 2007 minister obrony narodowej Aleksander Szczygło mianował go pośmiertnie na stopień majora. Awans został ogłoszony 9 listopada 2007 w Warszawie, w trakcie uroczystości „Katyń Pamiętamy – Uczcijmy Pamięć Bohaterów”.
W katedrze polowej WP w Warszawie znajduje się tablica poświęcona pamięci Stanisława Łączkowskiego.
13 kwietnia 2016, w ramach akcji „Katyń... pamiętamy” / „Katyń... Ocalić od zapomnienia”, w ogrodzie Pałacu Prezydenckiego został zasadzony Dąb Pamięci poświęconego wszystkim Ofiarom Zbrodni Katyńskiej, certyfikat z numerem 1.